# 이근철
이근철(1966년 7월 2일 ~ )은 대한민국의 방송인/영어교육 전문가/멘토링(열정/창의성/소통/세계문화/인문학/자기계발) 강연자이다.

## 이력
1988년 영어 독해집을 첫 저술한 그는 이듬해 1989년 연세대학교 원주캠퍼스 인문예술대학 영어영문학과를 학사 학위 취득하였고 이후 연세대학교 대학원(서울신촌캠퍼스) 영어영문학과에서 1996년 <Modal Auxiliary Verbs: must vs. have to의 의미차이>로 석사학위를 받았다. 1990년부터 연세대학교, 고려대학교를 시작으로 1992년 서울대학교, 서강대학교, 한양대학교, 외국어대학교에서 대학 특강을 시작했으며, 1995년 처음으로 방송과 인연을 맺고 2015년까지 TV와 Radio에서 각종 프로그램을 진행해오고 있다. 최근에는 <인생의 100가지 깨달음: 100 Epiphanies in Life>라는 자기계발서를 출간하기도 했다.

## 학력
- 유신고등학교
- 연세대학교 원주캠퍼스 인문예술대학 영어영문학 학사
- 연세대학교 대학원 영어영문학과 석사

## 방송경력(1988~)
- KBS FM 《이근철의 굿모닝팝스》 집필 및 진행
- SBS TV <스타킹>의 <영어킹> 심사위원 및 멘토
- EBS TV <서바이벌쇼 영어완전정복> 공동 MC 및 심사위원장
- SBS TV <영어마을> 진행자 및 Program Advisor
- KBS TV <대한국민 1교시> Yes I can! 진행
- EBS TV <Survival English>영어회화 집필 및 진행
- EBS TV <장학퀴즈> 영어문제 출제위원
- KBS TV <아침마당> 명사특강, TvN 스타특강, KBS TV<이야기 쇼 두드림>등 다수 프로그램 출연

## 강의경력(1990~)
- 現 삼성경제연구소 강연사이트(www.sericeo.org) <영어의 품격>강좌 집필 및 진행
- 연세대학교 교육대학원 초빙교수(2012)
- 대학교: 서울대, 연세대, 고려대, 이화여대, 서강대, 제주대 등 전국적으로 50개교 이상
- 정부/지자체: 서울시창의특강, 행정자치부, 국가보훈처, 충북교육청, 경기도인재개발원, 중구청 등
- 기업체 특강: 삼성전자 및 계열사, 포스코, 현대, 한화, LG, 한진, 웅진, GM대우, SC은행 등등
- 현재까지 <오프라인 1,000회 & 10만 명 이상 강의>
- 특강강의 분야: 열정, 창의성, 소통, 세계문화, 인문학, 자기계발, 영어학습

## 기타경력(1990~)
- ㈜이근철 언어문화연구소 대표이사
- 서울대학교 인지과학연구소 객원연구원
- 멕시코 대통령 과학기술 자문위원회 파견위원 동시통역
- 동덕여대 전국 "영어 Speech Contest" 심사위원
- 서울올림픽 과학학술대회 조직위원회(SOSCOC) 근무 및 통역
- TOEFL Associate Supervisor: ETS의 공식 TOEFL 정기시험 감독
- 방송인 및 전문가 영어컨설턴트: 코미디언 김영철, 패션 디자이너 이상봉, 방송인 박수홍,가수 박혜경, 가수 박효신, 마술사 최현우, 방송인 이나영, 정준하, 정형돈... KBS, MBC 아나운서 등

## 출판물(1995~)
- 《인생의 100가지 깨달음 - 나를 찾는 생각나침반》
- <이근철의 Try Again 영어회화> 단행본 30만부이상 판매
- <이근철의 댑따 신기한 영문법>
- <이근철의 1030 Exciting English: 교재 7권/ 테입 35개>
- <영국 BBC 방송국의 영어회화교재 Goal 해설강의>
- <Linguaphone영어회화교재 해설강의: 책8권/테입 64개>
- <이근철의 영어콘서트> 시리즈 외 50여권
- 온라인 영어회화 아바타게임 토크리시(www.talklish.com) 컨텐츠 총기획